# Stopy Járy Cimrmana
Stopy Járy Cimrmana jsou zábavná pseudodokumentární cestopisná minisérie režiséra a scenáristy Patrika Ulricha, inspirovaná životem a dílem fiktivního génia Járy Cimrmana, resp. tvorbou Zdeňka Svěráka a Ladislava Smoljaka, a to především semináři, které jsou součástí divadelních her této autorské dvojice. Šestidílnou minisérii uvádí Miroslav Táborský a účinkují v ní herci divadla Járy Cimrmana (DJC). Stopy Járy Cimrmana, představené 2. července 2022 na 56. ročníku MFF KV a pak 13. dubna 2023 v Žižkovském divadle Járy Cimrmana, vznikly k 55. výročí založení divadla Járy Cimrmana; jejich natáčení probíhalo od 29. května do 3. října 2022. Počínaje 3. květnem 2023 je odvysílala Česká televize.

## Děj
Pořadem provází Miroslav Táborský, který cestuje po místech spjatých se životem fiktivního českého génia Járy Cimrmana. Na každé z lokací se setkává s některým z herců divadla Járy Cimrmana, který ho daným místem provede. Minisérie představí jak fiktivní, tak skutečnou historii daného místa. Vedle Vesce u Sobotky alias Liptákova se v seriálu objevuje Stará Huť, železniční zastávka Kaproun a další. Dohromady jde o pětadvacet míst s údajným Cimrmanovým odkazem. Čtyři epizody jsou geograficky tematické: Pojizeřím provází Zdeněk Svěrák a Robert Bárta, jižními Čechami Petr Brukner, Moravou Ondřej Vetchý a Petr Reidinger a Prahou Miloň Čepelka a Vojtěch Kotek.

## Účinkující
Vedle Miroslava Táborského v minisérii účinkují všichni ostatní herci divadla Járy Cimrmana s výjimkou dirigenta Milana Svobody. V minisérii se neobjevuje ani Andrej Krob, který ze souboru odešel v průběhu sezóny, v níž probíhalo natáčení. Herci vystupují jako uznávaní cimrmanologové (a kromě nich je takto titulován i uherskobrodský archeolog Miroslav Vaškových, který v minisérii rovněž vystupuje, a to dokonce i s fiktivním titulem docent, ačkoli ve skutečnosti je doktor), poněkud komicky je vykreslena pouze postava dr. Reidingera. Michal Weigel a Zdeněk Škrdlant ztvárňují (na rozdíl od ostatních herců) pouze drobné vedlejší role, které jsou v podstatě analogické k rolím asistentů, které oba ztvárňují v seminářích cimrmanovských her. Herci DJC i většina dalších účinkujících ztvárňují de facto sebe samotné (ale např. režisér Patrik Ulrich hraje faráře), ne vždy je to však přímo uvedeno, např. pánové Kotek a Škrdlant nejsou v minisérii nikde jmenováni svými jmény. V epizodních rolích se dále objevují např. Tomáš Maleček, kronikář divadla Járy Cimrmana, či režisér Patrik Ulrich. Malá role Jaroslava Tesaře alias Járy Cimrmana byla svěřena Jiřímu Šlupkovi Svěrákovi.
| Miroslav Táborský  | průvodce Mgr. Táborský, cimrmanolog                                                                 |
| Zdeněk Svěrák      | dr. Zdeněk Svěrák, cimrmanolog                                                                      |
| Miloň Čepelka      | prof. Miloň Čepelka, cimrmanolog                                                                    |
| Petr Brukner       | dr. Petr Brukner, cimrmanolog                                                                       |
| Jan Hraběta        | dr. Ing. Jan Hraběta, cimrmanolog                                                                   |
| Petr Reidinger     | dr. Petr Reidinger, cimrmanolog a vášnivý turista                                                   |
| Robert Bárta       | odborný asistent Ing. Robert Bárta, cimrmanolog, odborník na Cimrmanovo kinematografické dílo       |
| Marek Šimon        | Mgr. Marek Šimon, cimrmanolog                                                                       |
| Josef Čepelka      | Josef Čepelka, cimrmanolog junior                                                                   |
| Ondřej Vetchý      | odborný asistent Ondřej Vetchý, cimrmanolog externista, expert na vztah Cimrmana a Welzla           |
| Vojtěch Kotek      | cimrmanolog                                                                                         |
| Genadij Rumlena    | Ing. Rumlena, cimrmanolog                                                                           |
| Miroslav Vaškových | doc. Miroslav Vaškových, cimrmanolog a archeolog z Uherského Brodu                                  |
| Michal Weigel      | pan Wiegel, majitel koně                                                                            |
| Zdeněk Škrdlant    | šlapka, tj. pomocník vytvářející elektrický proud pro Cimrmanův šlapací telefon šlapáním na bicyklu |
| Tomáš Maleček      | průvodce v muzeu velorexů na zámku v Novém Městě nad Metují                                         |
| Patrik Ulrich      | farář z Nové Bystřice                                                                               |
| Blanka Prudilová   | Blanka Prudilová, patriotka a organizátorka kultury z Lipníku nad Bečvou                            |
| Martin Lepší       | Martin Lepší, botanik z Českých Budějovic                                                           |
| Petr Lepší         | Petr Lepší, botanik z Českých Budějovic                                                             |
| Lukáš Faltus       | průvodce v muzeu Járy Cimrmana v Letohradě                                                          |
| Vlastimil Plecháč  | správce muzea Cimrmanovy doby v Příchovicích                                                        |
| Pavel Štěpán       | hostinský z Pohoří                                                                                  |
| Josef Hervert      | číšník v kavárně Louvre                                                                             |
| Tadeáš Bognár      | štamgast v kavárně Louvre (snad zchudlý advokát Struna)                                             |
| Daniel Sidon       | štamgast v kavárně Louvre (snad Franz Kafka)                                                        |
| Jiří Šlupka Svěrák | Jaroslav Tesař, štamgast v kavárně Louvre (snad Jára Cimrman)                                       |
| Zdeněk Bergman     | převozník pražský                                                                                   |
| Svatopluk Kodet    | strážný na česko-moravské hranici                                                                   |
| Josef Pleskot      | pan Pleskot, architekt vily na Vinohradech                                                          |
| Ondřej Král        | pan Král, majitel vily na Vinohradech                                                               |

## Díly
| Pořadí | Název               | Délka    | Premiéra               | Lokace                                                      | Účinkující |
| ------ | ------------------- | -------- | ---------------------- | ----------------------------------------------------------- | --- |
| 1      | Cimrmanovo Pojizeří | 26 minut | 3. května 2023 na ČT2  | Liptákov (Vesec u Sobotky), Tanvald, Příchovice, Kokořínsko | Miroslav Táborský, Zdeněk Svěrák, Robert Bárta, Vlastimil Plecháč |
| 2      | Rozhledny a sochy   | 26 minut | 10. května 2023 na ČT2 | Nouzov, Březová nad Svitavou, Uherský Brod, Havlíčkův Brod  | Miroslav Táborský, Jan Hraběta, Petr Reidinger, Miloň Čepelka, Zdeněk Škrdlant, Miroslav Vaškových |
| 3      | Jihočeský Cimrman   | 26 minut | 17. května 2023 na ČT2 | Kaproun, České Budějovice, Písek                            | Miroslav Táborský, Petr Brukner, Patrik Ulrich, Martin Lepší, Petr Lepší |
| 4      | Muzea a památníky   | 26 minut | 24. května 2023 na ČT2 | Náchod, Letohrad, Stará Huť, Pohoří                         | Miroslav Táborský, Josef Čepelka, Miloň Čepelka, Marek Šimon, Genadij Rumlena, Tomáš Maleček, Pavel Štěpán, Lukáš Faltus |
| 5      | Cimrman na Moravě   | 26 minut | 31. května 2023 na ČT2 | Lipník nad Bečvou, Olomouc, Tišnov, Zábřeh                  | Miroslav Táborský, Ondřej Vetchý, Petr Reidinger, Michal Weigel, Blanka Prudilová, Svatopluk Kodet |
| 6      | Cimrmanova Praha    | 26 minut | 7. června 2023 na ČT2  | Cimmanovy bahenní lázně (Michle), Lysolaje                  | Miroslav Táborský, Zdeněk Svěrák, Vojtěch Kotek, Miloň Čepelka, Petr Brukner, Jan Hraběta, Robert Bárta, Petr Reidinger, Josef Čepelka, Marek Šimon, Genadij Rumlena, Ondřej Vetchý, Michal Weigel, Zdeněk Škrdlant, Josef Hervert, Jiří Šlupka Svěrák, Tadeáš Bognár, Daniel Sidon, Zdeněk Bergman, Josef Pleskot, Ondřej Král |

## Citát
| „              | Myslím, že je důležité, aby si divák řekl: Tak hergot, je to pravda? A byl na vahách. Aby to bylo takové, aby si každý vybral. | “ |
| — Petr Brukner | |   |

## Báseň
Poslední díl vrcholí velkolepou kolektivní recitací básně Jára Cimrman nepozvaný, při níž společně na jevišti stanou všichni herci divadla Járy Cimrmana vystupující v minisérii, tj. všichni kromě Milana Svobody. Zajímavé je, že při recitaci má hned tři vstupy Zdeněk Škrdlant, který má v minisérii jinak pouze drobnou němou roli, a oproti tomu řada dlouholetých herců souboru přednese pouze jeden krátký úsek básně. Báseň uzavírá putování po stopách neuznaného génia Járy Cimrmana.
| „                                                                 | Jára Cimrman nepozvaný (Hraběta) Jako má meloun uvnitř sladkou dužinu, má český národ uměleckou družinu. (Rumlena) Každoročně o Vánocích bez zloby a falše scházejí se kumštýřové v bytě Mistra Alše. (Šimon) „Pěkně vítám, Ženíšku v zasněženém kožíšku. Co jsi dostal k ježíšku?“ (Bárta) „Á, přišel pan Mařák!“ (Kotek ml.) „Co budou pít? Svařák?“ (Reidinger) „A vy, pane Slavíčku?“ (Škrdlant) „Já bych si dal kávičku.“ (Weigel ml.) „Zvoní zvonek, Mistře Alši. Přicházejí zřejmě další.“ (Vetchý) „To je sochař Láďa Šaloun.“ (Kotek ml.) „Už jsi otesal ten valoun?“ (Škrdlant) „Ano, byl to děsný kus, bude z toho asi Hus.“ (Táborský) „Kdo to buchá?“ (Škrdlant) „To je Mucha!“ (Kotek ml.) „A v podpaždí nese si srolovanou secesi.“ (Čepelka ml.) „Chittussi! I ty tu jsi?“ (Čepelka st.) „A ten s pentlí u krku to je Joža Uprků.“ (Brukner) Pijou Mistři na své zdraví šampaňské a to je baví. (Hraběta) Kdo stojí venku, i když mráz tam zebe? Koho to nevzali mezi sebe? (všichni) Sníh padá z noční oblohy jak mana na tenký zimníček Járy Cimrmana. (Svěrák) | “ |
| — kolektivní recitace básně Zdeňka Svěráka Jára Cimrman nepozvaný | |   |